# Narendra Dabholkar
Narendra Achyut Dabholkar (1 de noviembre de 1945 - 20 de agosto de 2013) fue un médico indio, activista social, racionalista y autor de Maharashtra, India.  En 1989 fundó y fue nombrado presidente de Maharashtra Andhashraddha Nirmoolan Samiti (MANS), (el Comité para Erradicar la Superstición en Maharashtra). Provocada por su asesinato el 20 de agosto de 2013, la pendiente Ordenanza contra la superstición y la magia negra se promulgó en el estado de Maharashtra, cuatro días después. El año siguiente, en 2014, recibió póstumamente el Padma Shri por su trabajo social.

## Vida personal
Dabholkar nació el 1 de noviembre de 1945 en Achyut y Tarabai, siendo el más joven de diez hermanos. Su hermano mayor era el educador, gandhiano y socialista Devdatta Dabholkar. Hizo sus estudios en New English School Satara y Willingdon College, Sangli. Él era un médico calificado, después de haber obtenido un título de MBBS de la Facultad de Medicina del Gobierno, Miraj.
Fue el capitán del equipo de la Shivaji Universidad Kabaddi.  Había representado a la India contra Bangladés en un torneo de Kabaddi. Ganó el Premio Shiv Chhatrapati Yuva del gobierno de Maharashtra para Kabaddi.
Estaba casado con Shaila con quien tuvo dos hijos, Hamid y Mukta Dabholkar. Su hijo fue nombrado después del reformador social Hamid Dalwai. También criticó las ceremonias matrimoniales extravagantes y dispuso que sus propios hijos se casaran en ceremonias simples. El almanaque no fue consultado para seleccionar un momento propicio, como se hace tradicionalmente. Él era ateo.

## Activismo
Después de trabajar como médico durante 12 años, Dabholkar se convirtió en trabajador social en la década de 1980.  Se involucró en movimientos por la justicia social, como la iniciativa Ek Gaon Ek Panotha de Baba Adhav (One village - One well).
Poco a poco, Dabholkar comenzó a centrarse en la erradicación de la superstición, y se unió a Akhil Bharatiya Andhashraddha Nirmoolan Samiti (ABANS). En 1989, fundó el Maharashtra Andhashraddha Nirmoolan Samiti (MANS, "Comité para la Erradicación de la Superstición en Maharashtra" o el "Comité Maharashtra para la Erradicación de la Fe Ciega"), e hizo campaña contra las supersticiones, confrontando a los dudosos tántricos y reclamando a los santos hombres que prometieron el milagro de las curas para las dolencias. Criticó a los "dioses" del país, autodenominados ascetas hindúes que dicen hacer milagros y tienen muchos seguidores. Fue el miembro fundador de Parivartan, un centro de acción social ubicado en el distrito de Satara, que busca "empoderar a los miembros marginados de la comunidad para llevar vidas de seguridad, dignidad y prosperidad". Estaba estrechamente asociado con el racionalista indio Sanal Edamaruku. Fue el editor de un renombrado semanario marathi Sadhana, que fue fundado por Sane Guruji. También se desempeñó anteriormente como vicepresidente de la Federación de Asociaciones Racionalistas de la India. 
Entre 1990 y 2010, Dabholkar participó activamente en movimientos por la igualdad de los dalits (intocables) y contra el sistema de castas de la India y la violencia relacionada con la casta. Abogó por cambiar el nombre de la Universidad Marathwada después de Babasaheb Ambedkar, quien a menudo se le llama el autor de la constitución de la India y luchó por la igualdad de los Dalits. Dabholkar escribió libros sobre supersticiones y su erradicación, y había abordado más de 3,000 reuniones públicas. Se había enfrentado a Asaram Bapu en marzo de 2013 por un incidente ocurrido durante Holi en Nagpur, cuando Bapu y sus seguidores usaban agua de los camiones cisterna traídos de la Corporación Municipal de Nagpur para celebrar el festival. Fueron acusados de desperdiciarlo mientras el resto de Maharashtra se enfrentaba a la sequía.

## Anti-superstición y ley de magia negra.
En 2010, Dabholkar realizó varios intentos fallidos para promulgar una ley contra la superstición en el estado de Maharashtra. Bajo su supervisión, MANS redactó el Proyecto de Ley Anti-Jaadu Tona (Ordenanza contra la superstición y la magia negra). Fue opuesto por algunos partidos políticos y la secta Warkari. Partidos políticos como el Bharatiya Janata Party y Shiv Sena se opusieron y afirmaron que afectaría adversamente la cultura, las costumbres y las tradiciones hindúes. Los críticos lo acusaron de ser antirreligioso, pero en una entrevista con la agencia de noticias Agence France-Presse dijo: "En todo el proyecto de ley, no hay una sola palabra sobre Dios o religión. Nada como eso. La constitución india permite la libertad de culto y nadie puede quitar eso, esto se trata de prácticas fraudulentas y de explotación".
Un par de semanas antes de su muerte el 6 de agosto de 2013, Dabholkar se había quejado en una conferencia de prensa de que el proyecto de ley no había sido discutido a pesar de haber sido presentado en siete sesiones de la asamblea estatal. Había criticado al Ministro Principal de Maharashtra, Prithviraj Chavan, afirmando que el ministro había decepcionado a la gente progresista en el estado.  Un día después del asesinato de Dabholkar, el Gabinete de Maharashtra aprobó la Ordenanza contra la Superstición y la Magia Negra, sin embargo, el parlamento todavía tendría que apoyar la ley para que se convierta en ley. Después de 29 enmiendas, finalmente se promulgó como ordenanza el 18 de diciembre de 2013.

## Asesinato
Dabholkar había enfrentado varias amenazas y agresiones desde 1983, pero había rechazado la protección policial.
Fue asesinado el 20 de agosto de 2013, mientras salía a dar un paseo por la mañana, Dabholkar fue derribado por dos hombres armados no identificados cerca del templo de Omkareshwar, Pune, a las 7:20 a. m. IST. Los asaltantes le dispararon cuatro veces desde un punto en blanco y huyeron en una motocicleta estacionada cerca. Dos balas alcanzaron a Dabholkar en la cabeza y el pecho y murió en el acto. 
Dabholkar originalmente había donado su cuerpo a una escuela de medicina. Pero, la autopsia hecha necesaria por su asesinato dejó al cuerpo del líder asesinado inadecuado para propósitos académicos. Fue incinerado en Satara sin ningún rito religioso. Su pira fue encendida por su hija, Mukta, en contradicción con la tradición donde el hijo enciende la pira. Sus cenizas fueron recolectadas sin ninguna ceremonia religiosa y esparcidas por su granja orgánica.

### Reacciones
El asesinato de Dabholkar fue condenado por muchos líderes políticos y activistas sociales. El jefe de gobierno de Maharashtra, Prithviraj Chavan, anunció una recompensa de ₹ 1 millón a cualquier persona con información de los asaltantes. Además, los partidos políticos convocaron a un bandh (huelga) en Pune el 21 de agosto y varias instituciones de Pune permanecieron cerradas para protestar por el asesinato de Dabholkar.

### Investigación

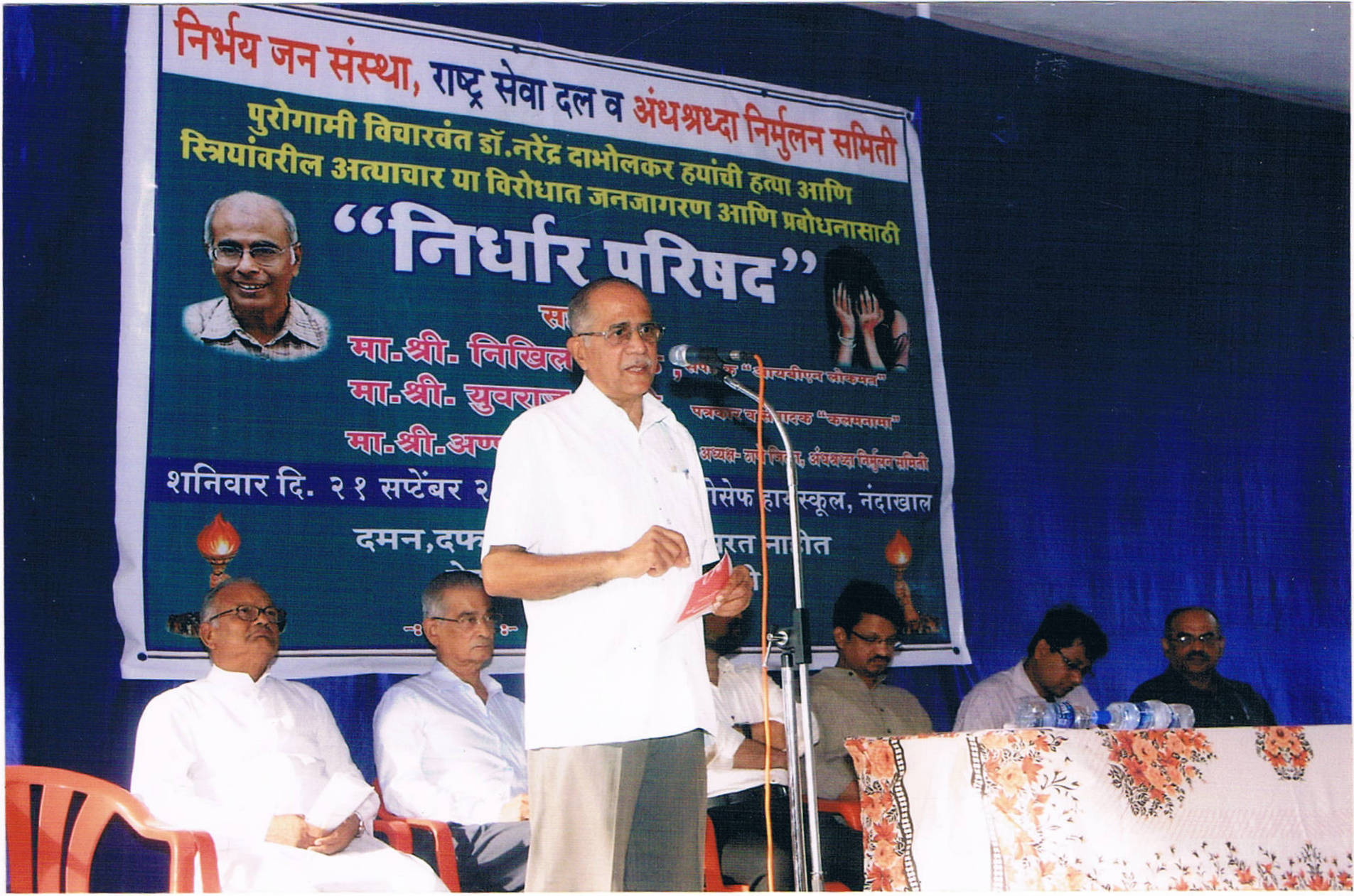
Una campaña de sensibilización para destacar la muerte de Narendra Dabholkar.

El 20 de agosto de 2013, la policía declaró que estaba bajo sospecha de que se trataba de un asesinato planeado porque los agresores sabían que Dabholkar se queda en Pune solo los lunes y martes. Chavan declaró el 26 de agosto de 2013 que la policía tiene algunas pistas sobre su asesinato.  El 2 de septiembre, la policía declaró que 7 cámaras de vigilancia capturaron imágenes de los dos asesinos, y las imágenes se enviaron a un laboratorio forense con sede en Londres para su análisis.
Un activista de interés público (PIL) fue presentado por el activista Ketan Tirodkar, instando a que el caso sea investigado por la Agencia Nacional de Investigación (NIA) en lugar de la policía estatal, por falta de fe sobre este último. El Tribunal Superior de Bombay solicitó respuestas de la NIA el 24 de septiembre. El 15 de octubre, NIA dijo que el caso estaba bien dentro del Código Penal de la India. La NIA también agregó que eran solo las suposiciones del peticionario que los activistas de derecha estaban involucrados y que era un plan programado.
El 17 de enero de 2014, durante su visita a Pune, el Ministro del Interior, RR Patil, le dio a la policía de Pune una semana para avanzar o entregar el caso a la Oficina Central de Investigaciones (CBI). El 20 de enero, la policía de Pune arrestó a dos sospechosos sobre la base de informes balísticos. Los sospechosos habían sido previamente acusados de tráfico de armas de fuego. Más tarde, el 4 de marzo de 2014, el Tribunal Superior de Bombay escuchó un PIL modificado de Tirodkar, que buscaba involucrar a la Oficina Central de Investigación (CBI) en la investigación. El tribunal ordenó a la policía de Pune que presentara copias de los casos diarios. El 9 de mayo de 2014, el Tribunal Superior de Bombay transfirió el caso a la CBI.
En agosto de 2015, la Oficina Central de Investigaciones y el gobierno de Maharashtra anunciaron un premio de Rs 25 lakh para cualquier persona que proporcione información sobre los asaltantes de Narendra Dabholkar.
El 18 de agosto de 2018, la Oficina Central de Investigación (CBI) arrestó a uno de los dos hombres armados que presuntamente asesinaron a Narendra Dabholkar en 2013. Sachin Prakasrao Andure, quien se cree que es uno de los asesinos que mató a tiros al fundador de MANS en Pune. El hijo de Dabholkar, Hamid Dabholkar, dijo a los medios de comunicación que este es un desarrollo importante en el caso de que ayudará en la investigación adicional. También espera que las agencias de investigación lleguen al cerebro que estuvo involucrado en el asesinato de su padre, el Dr. Dabholkar. Cuando el equipo de Thane ATS realizó investigaciones sobre la reciente incautación de explosivos en Nalasopara y Pune, una de las personas arrestadas reveló la participación directa de Andure en el asesinato de Dabholkar.

## Legado
Por su asesinato, Narendra Dabholkar logró las protecciones públicas contra el engaño que le habían negado mientras vivía. La ordenanza contra la superstición y la magia negra fue promulgada por el gobierno de Maharashtra en 2013. Desde su aprobación, la ley se ha utilizado para acusar a los perpetradores de una serie de notorios fraudes espeluznantes, a menudo combinados con agresiones sexuales. Desafortunadamente, los perpetradores a menudo han eludido a sus víctimas y a la policía y escaparon a otras provincias en las que aún no existe una protección similar contra los charlatanes.
La Ordenanza contra la superstición y la magia negra se aplica solo en la provincia de Maharashtra, que es relativamente acomodada y bien educada. En el resto de la India, la gente carece de una protección comparable contra falsos curanderos y otros falsificadores de milagros. La hija de Dalbholkar, Mukta, y otros activistas han recogido y llevado adelante su campaña a favor de una ley nacional contra la superstición.
La Red de Ciencias de Todos los Pueblos de la India (AIPSN) observa el 20 de agosto como el Día Científico Nacional para celebrar al Dr. Narendra Dabholkar.